# USS Arleigh Burke (DDG-51)
El USS Arleigh Burke (DDG-51), llamado así en honor al almirante Arleigh Burke, es un destructor de la Armada de los Estados Unidos, líder de su clase.

## Nombre
El nombre del destructor honra al almirante Arleigh Burke, quien fuera el 15.º jefe de Operaciones Navales, desde 1955 hasta 1961.

## Construcción
Ordenado el 2 de abril de 1985, su construcción, a cargo del Bath Iron Works (Maine), comenzó con la colocación de la quilla el 6 de diciembre de 1988. El casco fue botado el 16 de septiembre de 1989 y entró en servicio el 4 de julio de 1991.

## Historia de servicio

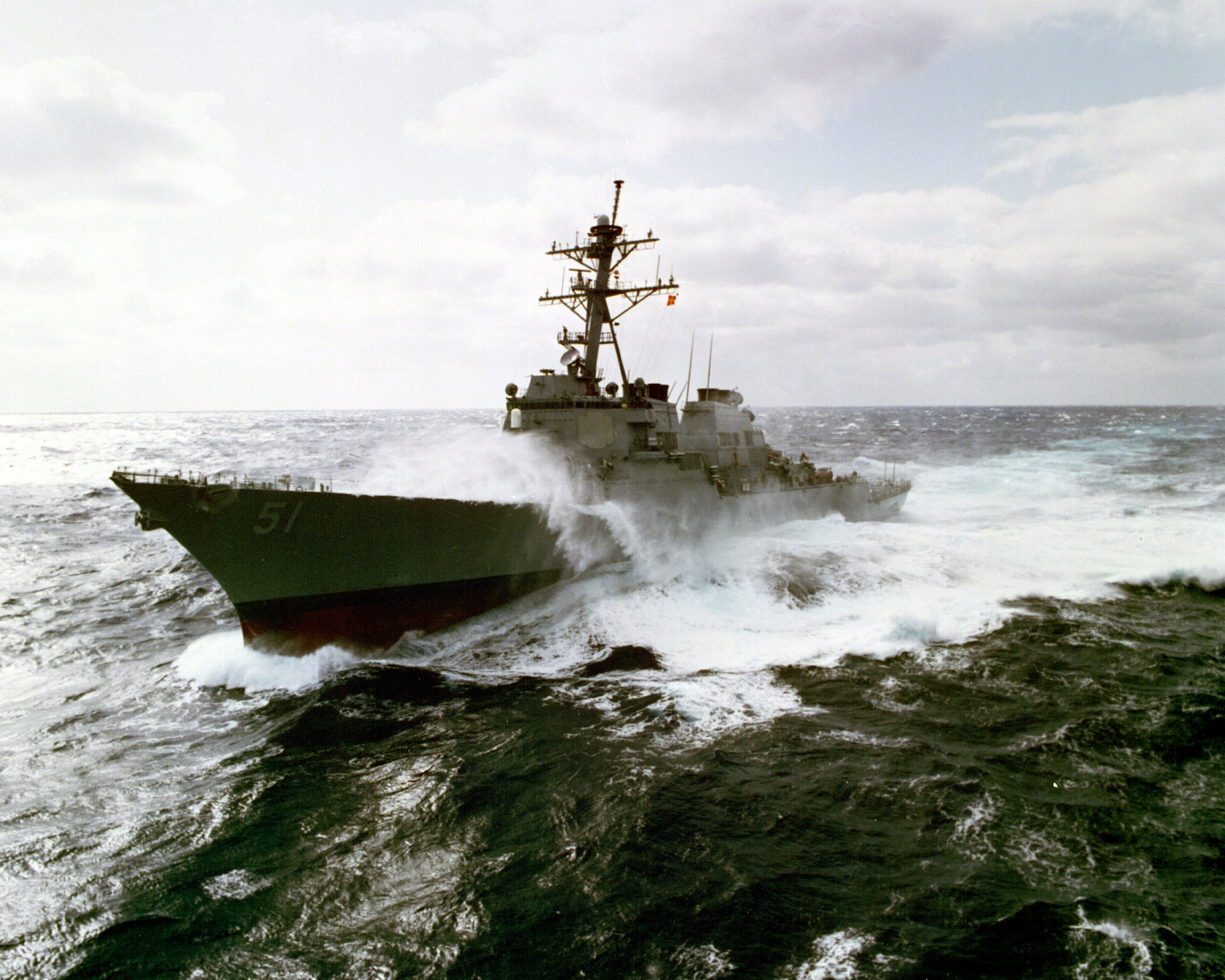
El USS Arleigh Burke (DDG 51) navegando en 1993.

Estuvo asignado en la base naval de Norfolk (Virginia); y en 2021 se unió a la Forward Deployed Naval Force-Europe en la base naval de Rota (España), sustituyendo al USS Donald Cook.